# Moseriana brevipilosa
Moseriana brevipilosa är en skalbaggsart som beskrevs av Ma 1990. Moseriana brevipilosa ingår i släktet Moseriana och familjen Cetoniidae. Inga underarter finns listade i Catalogue of Life.